# Zloganje
Zloganje je naselje v Občini Škocjan.